# MDR Tweens
MDR Tweens ist ein Hörfunksender für Schulkinder zwischen acht und 13 Jahren des MDR. Der Name leitet sich ab von englisch between („dazwischen“) und beschreibt die Phase zwischen Kindheit und Jugend.

## Gründung
Sendestart war am 3. Dezember 2018 aus dem MDR-Funkhaus Halle. Maßgeblich beteiligt am Aufbau und Start des Programms seit Oktober war Jana Cebulla, die als Redaktionsleiterin von MDR Sputnik die Leitung der MDR-Hauptredaktion „Junge Angebote“ wechselte und dort neben Sputnik auch für Tweens verantwortlich war, sowie für weitere Jugendangebote, auch außerhalb des MDR, wie etwa das ARD/ZDF-Jugendangebot Funk.

## Programm
Nach Angabe des Senders liegen die Schwerpunkte des Programms in den Bereichen Musik, Informationen, Tipps und Wissenswertem aus der Lebenswelt der Zuhörer. Flaggschiff im Programm ist die werktägliche Nachmittagssendung MDR Tweens Live mit der Möglichkeit der jungen Hörer, selbst mitzureden. Diese Sendung wurde zum Sendestart bis Herbst 2021 von Christopher Löwe moderiert, produziert und zum Teil konzipiert. Seit Oktober wird die Sendung von Philip Knoche und Annika Bode im Wechsel moderiert. Weitere Schwerpunktsendungen werden für Rock- bzw. Popmusik angeboten, sowie am Abend nach Interessengebieten der Hörer rund um Hobby und Freizeit, Medienkompetenz oder Wissen.
Zu den werktäglichen Magazinsendungen um 18:00 Uhr, die alle vorproduziert werden, gehören:
- „MDR Tweens Na und?“: Inklusionssendung, in der Kinder aus dem Sendegebiet vorgestellt werden, die trotz ihres Handicaps ihr Leben meistern
- „MDR Tween-Screen“: Mediennutzung: Die Spanne reicht von praktischen Hinweisen, zum Beispiel wie man ein sicheres Passwort gestalten kann, über Informationen dazu, was WhatsApp mit den Nutzerdaten macht, bis hin zu Spieletipps
- „MDR Tweens Hobbyisten“: Freizeitaktivitäten von Mountainbike Fahren über Breakdance bis hin zur Pantomime. In jeder Sendung wird ein Kind vorgestellt
- „MDR Tweens Bissen- wissen“: Wissensvermittlung, jedoch kein Schulfunk, sondern den jungen Hörerinnen und Hörern interessante Themen in kleinen, verständlichen Beiträgen nahegebracht
- „MDR POP-Tweens“: Musik mit Spektrum von Einblicken ins Musikgeschäft (Wie entsteht ein Popsong?) bis hin zu Porträts (Wer war eigentlich Elvis?) oder der Beschreibung von Genres (Was ist Hip Hop genauer betrachtet?)

An die Magazinsendungen schließen sich jeweils um 19.00 Uhr einstündige Musik-Spezialsendungen mit unterschiedlichen Musik-Genres an. Darunter auch „MDR Tweens Clara“, eine Klassik-Sendung für Kinder.
Zu den fiktionalen Sendungen gehören u. a. Hörspiele und Lesungen. Die Kindersendung Figarino mit „Figarinos Fahrradladen“ wechselte von MDR Kultur zum neuen Programm. Neu sind programmbegleitende Inhalte bei Instagram.
Die MDR TWEENS Redaktion steht im engen Zusammenhang mit der Redaktion von MDR Sputnik. Viele Programmelemente werden übernommen und zum Teil sind die Mitarbeiter auch bei beiden Sendern beschäftigt.
Hausinterne Kooperationen gibt es aber auch mit den Redaktionen „MDR Wissen“, „MDR Kultur“ und dem „Medienkompetenzangebot Medien360g“. Projektbezogene Sendungen sind u. a. die MDR Tweens-Schultour, die den Hörfunk in vier von 70 Schulklassen vorstellt, die sich beworben hatten und den Schülern ermöglicht, Podcast-Sendungen zu erstellen, die auch im Programm übernommen werden. Die Schulklassen bewerben sich mit selbstgewählten Themen.

## Empfang
Tweens ist neben MDR Klassik und MDR Schlagerwelt das dritte Programm des MDR, das ausschließlich digital verbreitet wird. Die Sendewege sind DAB+ und der Livestream auf der Website des Senders.